# Ricardo Rivadeneira
Ricardo Rivadeneira Monreal (Santiago, 14 de junio de 1929-13 de junio de 2011) fue un abogado y político chileno. Fue uno de los fundadores del partido Renovación Nacional (RN) en 1987, y su primer presidente.

## Biografía
Estudió en el Instituto San Fernando y en el Instituto O'Higgins de Rancagua, ambos de los Hermanos Maristas. Luego entró a derecho en la Universidad Católica de Chile. Trabajó como secretario del ministro de Hacienda Jorge Prat (del gobierno de Carlos Ibáñez), y en 1963 ingresó al Consejo de Defensa del Estado (CDE), donde ejerció labores hasta 1995. Realizó un posgrado en la Universidad Complutense de Madrid (1967). Estaba casado con Mercedes Hurtado Vicuña, y tuvo ocho hijos.
Fue colaborador de la dictadura militar de Augusto Pinochet. En este integró las comisiones de anteproyectos de las Leyes Orgánicas Constitucionales (1980), y la del exilio (1982), y participó en las comisiones de servicio del Ministerio de Relaciones Exteriores.
En abril de 1987 fue uno de los fundadores de Renovación Nacional, y fue elegido su primer presidente, cargo que desempeñó hasta fines de ese año. Luego fue vicepresidente de la tienda y miembro de su Comisión Política.
Fue presidente del Colegio de Abogados de Chile entre 1991 y 1993.
Fue designado por el presidente Ricardo Lagos como integrante de la Comisión de Verdad Histórica y Nuevo Trato con los Pueblos Indígenas (2001-2003).